# Parafia Opieki Matki Bożej w Komańczy
Parafia Opieki Matki Bożej – parafia prawosławna w Komańczy, w dekanacie Sanok diecezji przemysko-gorlickiej.
Na terenie parafii funkcjonuje 1 cerkiew:
- cerkiew Opieki Matki Bożej w Komańczy – parafialna

## Historia

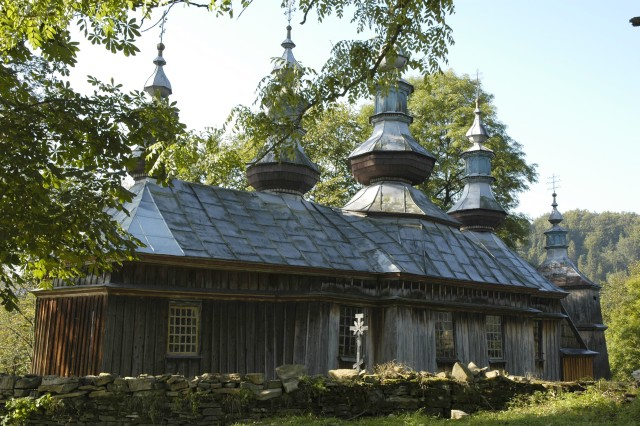
Zabytkowa cerkiew Opieki Matki Bożej w Komańczy (spłonęła 13 września 2006)

Wieś Komańcza została założona na prawie wołoskim w 1512. W tym czasie istniała już tam społeczność prawosławna, gdyż w dokumencie lokacyjnym przewidziano przywilej „...jeden łan wolny...” dla cerkwi. Rok budowy pierwszej świątyni nie jest znany, wiadomo tylko że spłonęła w 1800. W 1802 zbudowano nową cerkiew, obok której w 1834 wzniesiono dzwonnicę. W latach 30. XX w. dokonano gruntownego remontu świątyni, m.in. wymieniono pokrycie dachu z gontowego na blaszane.
Parafia komańczańska po zawarciu unii brzeskiej (1596) wchodziła w skład Kościoła greckokatolickiego aż do 1947, tj. do czasu akcji „Wisła”. W 1962 reaktywowano w Komańczy parafię prawosławną, której 22 czerwca 1963 przekazano opustoszałą cerkiew. Świątynię remontowano w latach 60., 80. i 90. XX wieku. W 1986 zbudowano plebanię. 13 września 2006 cerkiew z całym zabytkowym wyposażeniem spłonęła; ocalały jedynie przycerkiewne krzyże oraz dzwonnica (w której do czasu odbudowy świątyni wierni gromadzili się na nabożeństwa). W latach 2008–2010 cerkiew odbudowano; konsekracja miała miejsce 14 października 2010, w uroczystość Opieki Matki Bożej.

## Zasięg terytorialny
Komańcza, Rzepedź

## Wykaz proboszczów
- 1966–1973 – ks. Bazyli Roszczenko
- 1973–? – ks. Jan Rydzaj
- 1981 – ks. Anatol Tokajuk
- 1981–1983 – hieromnich Abel (Popławski)
- 1999–2006 – ks. Piotr Pupczyk
- od 2006 – ks. Marek Gocko